# Marro de nou
El marro de nou és un joc de tauler abstracte per a dos jugadors, l'objectiu del qual és eliminar fitxes de l'adversari aconseguint alinear tres fitxes pròpies. El joc forma part de la nombrosa família de jocs anomenats genèricament «marro», que inclou també el marro de tres, el marro de sis i l'alquerc o marro de dotze, entre d'altres. Una particularitat del marro de nou és que el joc es divideix en dues fases: en la primera els jugadors col·loquen les seves fitxes per torns, i a la segona poden moure-les per aconseguir eliminar les contràries. El joc, o un de molt semblant, és citat a l'Art d'estimar d'Ovidi, però les primeres referències que se'n tenen podrien ser de cap al 1400 aC, en unes inscripcions al temple de Qurna, a Egipte.
El nombre de posicions possibles del marro de nou és d'unes 10¹⁰, que donen lloc a uns 1050 jocs possibles. L'octubre de 1993, Ralph Gasser resolgué el joc i demostrà que acaba en empat, suposant jugadors perfectes. Gasser també desenvolupà un programa informàtic, anomenat Bushy, que actualment es considera el millor jugador del món.

## Regles
El joc comença amb el tauler buit amb vint-i-quatre interseccions, tal com es mostra a la figura de la dreta, i cada jugador amb nou fitxes. L'objectiu és eliminar fitxes de l'adversari, que s'aconsegueix posant en línia tres fitxes pròpies, fins que es queda sense fitxes al tauler o bé no pot realitzar cap moviment. Una partida té dues fases: una de col·locació i una de moviment.

### Col·locació
Per torns, els jugadors posen una fitxa en alguna de les interseccions del tauler. Si un jugador col·loca una fitxa de forma que tres de les seves queden alineades seguint alguna de les línies dibuixades al tauler, pot eliminar una fitxa de l'adversari, sempre que no formi part, al seu torn, d'un grup de tres. Les fitxes eliminades ja no tornen a participar. Una vegada tothom ha col·locat les seves fitxes, s'acaba la primera fase i comença la de moviment.

### Moviment
Per torns, cada jugador pot moure una de les seves peces a una intersecció adjacent, seguint les línies marcades en el tauler. Si en algun moment un jugador no pot realitzar cap moviment, perd la partida. D'altra banda, igual que passava durant la fase de col·locació, si un jugador aconsegueix alinear tres de les seves fitxes seguint alguna de les línies dibuixades al tauler, pot eliminar una fitxa de l'adversari, sempre que no formi part, al seu torn, d'un grup de tres. Quan un jugador es queda només amb dues fitxes perd la partida.
En algunes versions del joc, quan un jugador es queda amb tres fitxes, es permet que les seves fitxes «saltin» a qualsevol intersecció, no només desplaçar-se a les adjacents. Entre els estudiosos del joc, hi ha discrepàncies pel que fa a quina és la versió original del joc, si la versió amb salt és l'original o si només és una variant. Alguns autors, però, obvien totalment la versió amb salt.

## Història

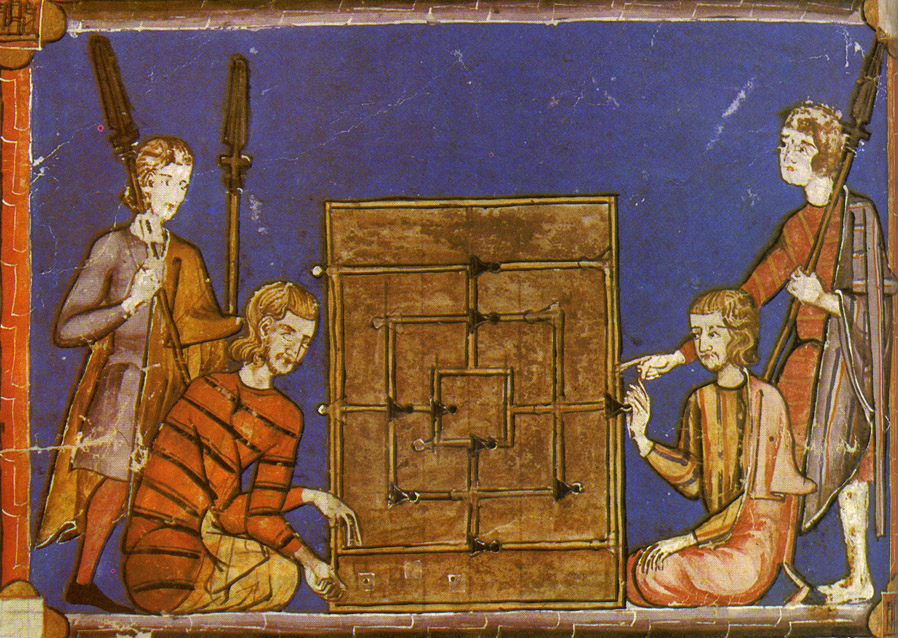
El marro de nou en el Libro de los juegos d'Alfons X de Castella.

Segons R. C. Bell, el primer tauler conegut del marro de nou conté línies diagonals i fou gravat en les lloses del sostre del temple de Qurna, a Egipte, cap al 1400 aC. Tot i així, Friedrich Berger afirma que alguns dels diagrames de Qurna contenen creus coptes, fet que fa dubtosa la datació del 1400 aC de Bell; Berger conclou que simplement no es poden datar.
Una de les primeres mencions del joc pot ser la que fa Ovidi a l'Ars Amatoria. Al llibre tercer, després de comentar el ludus latrunculorum, un popular joc de tauler, Ovidi diu:
«Existeix un altre joc que es divideix en tantes parts com mesos té l'any. El tauler té tres peces a cada banda; el guanyador ha d'aconseguir tenir totes les peces en una línia recta. No és bo que una dona no hi sàpiga jugar, ja que l'amor sovint sorgeix durant una partida.»
Berger suposa que el joc probablement era ben conegut en època romana, ja que s'han trobat molts taulers en edificis romans, tot i que la seva datació és sovint impossible, ja que els edificis han estat accessibles des del moment en què es van construir.
El marro de nou fou especialment popular durant l'Edat Mitjana, i apareix al Libro de los juegos encarregat per Alfons X de Castella. També apareix en nombrosos relleus a l'Anglaterra medieval i, posteriorment, apareix a El somni d'una nit d'estiu de William Shakespeare:
«En els camps inundats, les cledes ja són buides,
i els corbs s'han atipat del bestiar empestat;
les eres, on els nens solien jugar al marro,
estan plenes de fang».